# Abe Sintaró
Abe Sintaró (安倍 晋太郎; Abe Shintarō Japán Birodalom, Tokió, 1924. április 29. – Japán, Tokió 1991. május 15.)  japán politikus. Japán háború utáni leghosszabban hivatalban lévő külügyminisztere.

## Életpályája
A Japán országgyűlés egyik tagjának, Abe Kannak a legidősebb fia. Apja a veje volt Kisi Noboszuke korábbi japán miniszterelnöknek, akinek Kisi Jóko leányát vette feleségül. Második fia, Abe Sinzó, 2006–2007-ben, majd 2012-2020 között Japán miniszterelnöke, és szintén 2012 óta a Liberális Demokrata Párt elnöke.